# Passengers (Elton John)
Passengers è un brano scritto ed interpretato dall'artista britannico Elton John; il testo è di Bernie Taupin. Il chitarrista Davey Johnstone è coautore della canzone. Passengers è accreditata anche a Phineas McHize, perché è basata su una canzone africana del 1960 da lui composta, chiamata Isonto Lezayoni.

## Il brano
Proveniente dall'album del 1984 Breaking Hearts (ne costituisce la sesta traccia), si presenta come un brano ritmato, di stampo calypso. Ad accompagnare Elton è la band del periodo d'oro della sua carriera: essa è formata dal bassista Dee Murray, dal chitarrista Davey Johnstone e dal batterista Nigel Olsson. Alla lettera, il testo di Bernie significa Passeggeri, ma presenta uno stile decisamente ermetico (tipico dei primi lavori del paroliere). Il videoclip fu girato a Saint-Tropez (Francia).
Passengers fu distribuita come singolo nel 1984 (subito dopo Sad Songs) e nel Regno Unito si posizionò al quinto posto in classifica. Nel singolo a 12" c'è un remix (extended version) di quella dell'album.
La canzone è stata inserita anche nella raccolta del 1990 The Very Best of Elton John.

## Classifiche
| Classifica (1984)      | Posizione più alta |
| ---------------------- | ------------------ |
| Official Singles Chart | 5                  |
| Irlanda                | 9                  |
| Svizzera               | 27                 |
| Australia              | 9                  |